# Mauperthuis
Pour l’article ayant un titre homophone, voir Maupertuis.
Mauperthuis (prononcé [mɔ.pɛʁ.ˈt̪ɥi]) est une commune française  située en Seine-et-Marne en région Île-de-France.

## Géographie

### Localisation
La commune est située sur le plateau briard à environ dix kilomètres au sud-ouest de Coulommiers, à 30 kilomètres de Meaux et à 68 kilomètres de Paris.

### Communes limitrophes
Il y a au total deux communes qui sont situées à la frontière de Mauperthuis. Au sud-est se trouve l'ancienne commune de Saints, aujourd'hui Beautheil-Saints. Étant très vaste, Beautheil-Saints borde quasiment la totalité de la petite commune de Mauperthuis. Au nord-ouest se trouve la commune de Saint-Augustin, qui elle aussi possède une très grande superficie.
| Saint-Augustin |             |                  |
|                | Mauperthuis |                  |
|                |             | Beautheil-Saints |

### Géologie et relief
L'altitude de la commune varie de 76 à 138 mètres et sa superficie est seulement de 1,97 km2. La densité de population de la commune est de 247 hab./km2.

### Hydrographie
Le système hydrographique de la commune se compose de sept cours d'eau référencés :

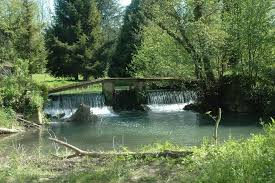
La rivère de l'Aubetin à Mauperthuis.

- la rivière l’Aubetin, longue de 61,15 km[1], affluent du Grand Morin, ainsi que :
  - un bras[2] de 0,09 km[3] ;
  - un bras[2] de 0,21 km[4] ;
  - un bras de 0,21 km[5] ;
  - un bras[2] de 0,30 km[6] ;
  - le ru de l'Oursine, 1,71 km[7], et ;
  - le fossé 01 de la Commune de Mauperthuis, 1,07 km[8], affluents de l’Aubetin.

La longueur linéaire globale des cours d'eau sur la commune est de 3,42 km.

### Catastrophes naturelles
Le mouvement de terrain et la coulée sont les principaux risques naturels possibles sur la commune.
Liste des catastrophes naturelles recensées sur la commune :
- du 25 décembre au 29 décembre 1999 : inondations, coulées de boue et mouvements de terrain ;
- le 18 mai 1996 : inondations et coulées de boue ;
- du 5 décembre au 6 décembre 1988 : inondations et coulées de boue ;
- le 1er septembre 1987 : inondations et coulées de boue ;
- du 8 avril au 10 avril 1983 : inondations et coulées de boue.

Du 8 décembre au 31 décembre 1982 : inondations et coulées de boue.

### Voies de communication et transports

#### Transports ferroviaires
La commune ne possède aucune station sur son propre territoire. La gare de Coulommiers, située à 6,3 km et desservie par les trains de la ligne P du Transilien, est la gare la plus proche de Mauperthuis.

#### Voies routières
La commune est traversée par la D 402 reliant Nanteuil-sur-Marne à Saint-Germain-lès-Corbeil et par la D 15 reliant Maisoncelles-en-Brie à Villiers-Saint-Georges.[réf. nécessaire]

#### Transports en commun
La commune est desservie par six lignes du réseau de bus Brie et 2 Morin (01, 02A, 02B, 02C, 31A et 31B).

### Climat
Pour des articles plus généraux, voir Climat de l'Île-de-France et Climat de Seine-et-Marne.
En 2010, le climat de la commune est de type climat océanique dégradé des plaines du Centre et du Nord, selon une étude du CNRS s'appuyant sur une série de données couvrant la période 1971-2000. En 2020, Météo-France publie une typologie des climats de la France métropolitaine dans laquelle la commune est exposée à un climat océanique altéré et est dans la région climatique Nord-est du bassin Parisien, caractérisée par un ensoleillement médiocre, une pluviométrie moyenne régulièrement répartie au cours de l’année et un hiver froid (3 °C).
Pour la période 1971-2000, la température annuelle moyenne est de 10,6 °C, avec une amplitude thermique annuelle de 15,1 °C. Le cumul annuel moyen de précipitations est de 750 mm, avec 11,4 jours de précipitations en janvier et 8,1 jours en juillet. Pour la période 1991-2020, la température moyenne annuelle observée sur la station météorologique la plus proche, située sur la commune de Mouroux à 6 km à vol d'oiseau, est de 11,3 °C et le cumul annuel moyen de précipitations est de 721,3 mm,. Pour l'avenir, les paramètres climatiques de la commune estimés pour 2050 selon différents scénarios d'émission de gaz à effet de serre sont consultables sur un site dédié publié par Météo-France en novembre 2022.

### Milieux naturels et biodiversité

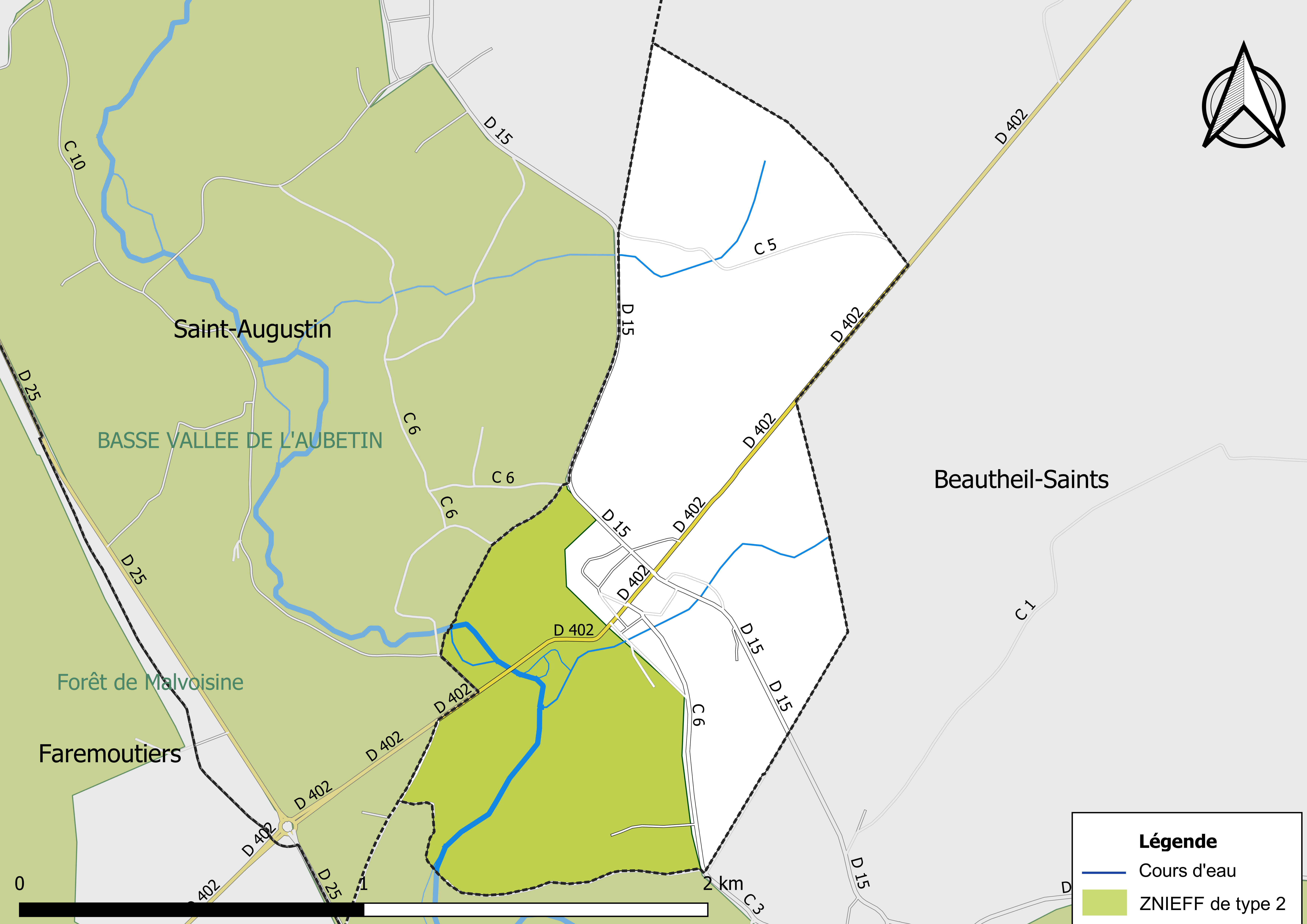
Carte des ZNIEFF de type 2 localisées sur la commune.

L’inventaire des zones naturelles d'intérêt écologique, faunistique et floristique (ZNIEFF) a pour objectif de réaliser une couverture des zones les plus intéressantes sur le plan écologique, essentiellement dans la perspective d’améliorer la connaissance du patrimoine naturel national et de fournir aux différents décideurs un outil d’aide à la prise en compte de l’environnement dans l’aménagement du territoire.
Le territoire communal de Mauperthuis comprend une ZNIEFF de type 2,,, la « Basse vallée de l'Aubetin » (2 376,41 ha), couvrant 8 communes du département.

## Urbanisme

### Typologie
Au 1er janvier 2024, Mauperthuis est catégorisée bourg rural, selon la nouvelle grille communale de densité à sept niveaux définie par l'Insee en 2022.
Elle appartient à l'unité urbaine de Saint-Augustin, une agglomération intra-départementale regroupant deux  communes, dont elle est une commune de la banlieue,,. Par ailleurs la commune fait partie de l'aire d'attraction de Paris, dont elle est une commune de la couronne,. Cette aire regroupe 1 929 communes,.

### Lieux-dits et écarts
La commune compte 46 lieux-dits administratifs répertoriés consultables ici dont l'Oursine et Laval.

### Occupation des sols
En 2018, le territoire de la commune se répartit en 48,5 % de terres arables, 26,3 % de forêts, 20,4 % de zones urbanisées, 4,2 % de zones agricoles hétérogènes et 0,7 % de prairies,.

### Logement
En 2017, le nombre total de logements dans la commune était de 225 dont 98,2 % de maisons (maisons de ville, corps de ferme, pavillons, etc.) et 1,8 % d'appartements.
Parmi ces logements, 86,7 % étaient des résidences principales, 4 % des résidences secondaires et 9,3 % des logements vacants.
La part des ménages fiscaux propriétaires de leur résidence principale s'élevait à 84,1 % contre 11,8 % de locataires et 4,1 % logés gratuitement.

## Toponymie
Le nom de la localité est mentionné sous les formes « Malpertus que nunc capella est » vers 1195 ; Malum Pertusium en 1227 ; « Malum Pertusium in castellania Columbarii vers 1240 ; Mau Pertuis en 1275 ; Malpertuis en 1393 ; Maupartuis le Haier en 1402 ; Maupartuys en 1496 ; « Le village de Maupertuis le Haren » en 1512 ; Malus Perthuisius en 1513 ; Maulpertuys en 1530 ; Maulxpertuis en 1559 ; Mauperthuys le Harend en 1593 ; Montpertuis en 1672.
Mauperthuis vient du latin malus, « mauvais » et du bas latin pertusium, « passage ».

## Histoire

### Paléolithique
Des pierres taillées et polies attestent que l'histoire de Maupertuis remonte au paléolithique.

### Époque Romaine
Des traces de voie romaine très fréquentée attestent l'existence d'un village au même endroit.

### XIIesiècle
L'histoire de la commune de Mauperthuis commence en 1195 où celle-ci devient paroisse malgré sa petite superficie (197 hectares) et une chapelle fut construite à 300 mètres de l'église actuelle.

### XVIIIesiècle
C'est au XVIIIe siècle que l'histoire de Mauperthuis va véritablement commencer.
Joseph de Montesquiou d'Artagnan, neveu du célèbre d'Artagnan qui servit de modèle aux Trois Mousquetaires, a en sa possession un domaine situé à Mauperthuis.
En 1763, après la mort de Joseph de Montesquiou d'Artagnan, son neveu Anne-Pierre de Montesquiou, propriétaire du domaine, fit appel à Claude-Nicolas Ledoux (1736-1806) pour construire un château : le château de Mauperthuis et un parc.
Ledoux en conçoit le projet et commence les travaux mais celui-ci fut appelé à Paris pour ériger d'autres monuments célèbres. Il devint plus tard architecte de Louis XVI. Les travaux seront poursuivis et achevés par Brongniart (1739-1813).
Pendant la construction du château, la chapelle Saint-Nicolas fut détruite pour laisser place à une nouvelle église.

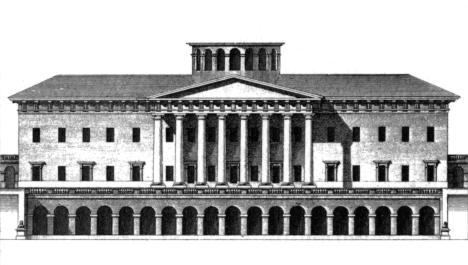
Plan du château de Mauperthuis.

En 1764, l’architecte Claude-Nicolas Ledoux (qui travaille au chantier du château et du village pour M. de Montesquiou) donne le dessin de la nouvelle église.
Consacrée à Saint-Pierre, elle sera achevée par l’architecte Brongniart et bénie le 17 septembre 1774.
C’est en 1777 que la route fut empierrée car la côte est très raide et le passage à gué très difficile. La région fut de plus envahie par les brigands (Forêt de Malvoisine).
En 1793, Anne-Pierre de Montesquiou-Fezensac fut dépossédé de tous ses biens et le château fut démoli à la révolution.
Après la Révolution, alors que Ledoux avait perdu sa fortune et son influence, les Montesquiou-Fezensac lui demandèrent à nouveau de travailler pour eux.
Ils lui confièrent le soin d’imaginer les plans d’une cité nouvelle, toujours à Mauperthuis.

L’estampe conservée par les Archives départementales de Seine-et-Marne représente une vue de cette ville utopique. Elle rappelle par beaucoup de ses traits les projets de Ledoux à Chaux, mais aussi les cités pavillonnaires du XXe siècle, avec ses petites maisons agrémentées de jardins et de vergers individuels.

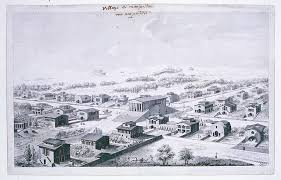
Plan de la cité utopique de Mauperthuis vu par Ledoux.

Seules quelques maisons furent construites à Mauperthuis et elles furent la dernière œuvre de Ledoux.
Un lavoir se trouvait sur la place. Il fut démoli en 1800, pour être placé 400 mètres plus bas. Couvert au début de chaume, il fut ensuite recouvert de tuiles (vers 1920).
Une source d’eau claire (St Nicolas) y coule paisiblement.
Au cours de la Révolution française, la commune porte le nom de Mont-Aubetin.

### XIXesiècle

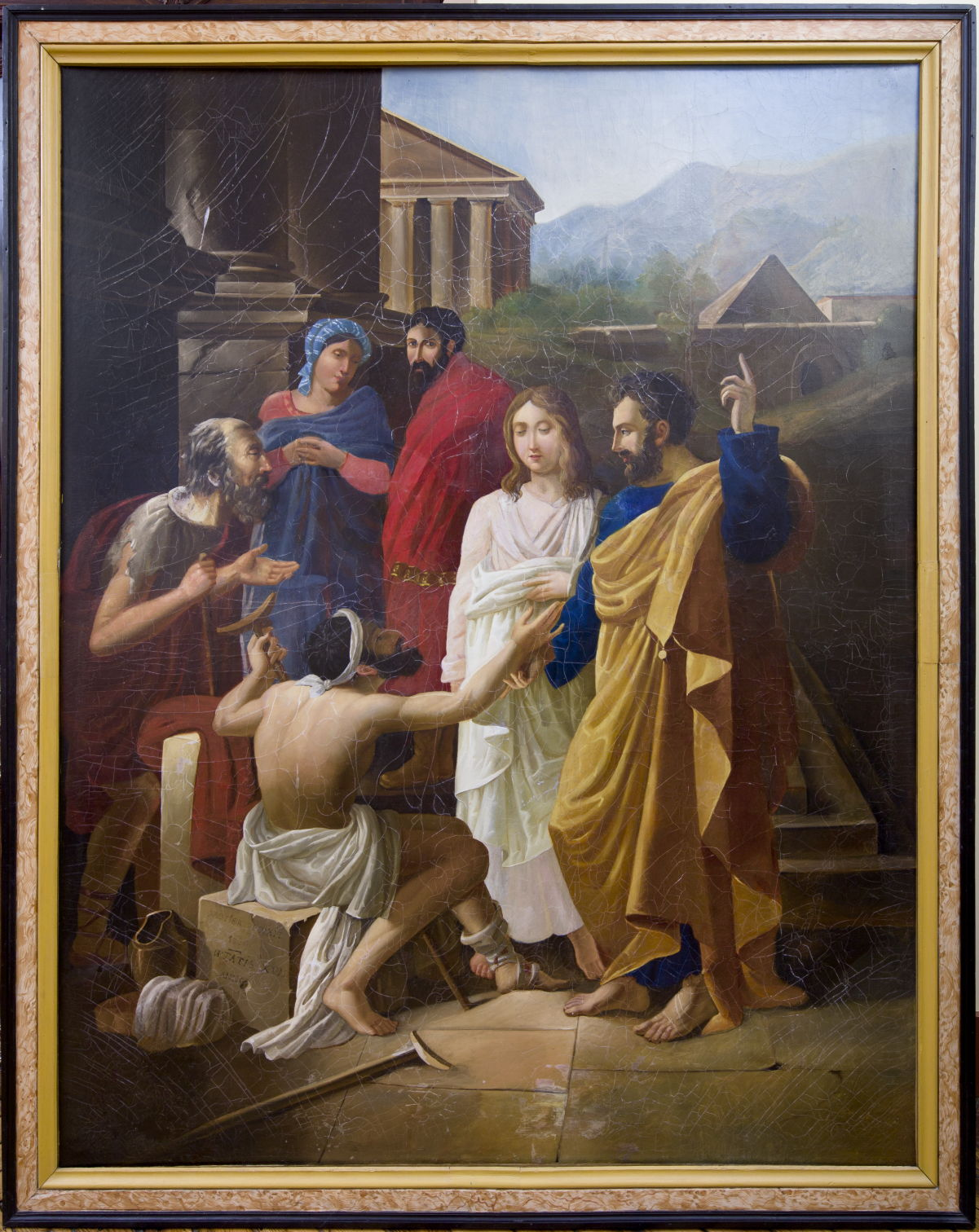
Tableau de Théophile Gautier faisant allusion à des éléments de Mauperthuis

L'histoire de Mauperthuis au XIXe siècle est surtout marquée par l'arrivée de Théophile Gautier. En effet, il séjourna plusieurs fois dans la petite commune de Seine-et-Marne durant son enfance.

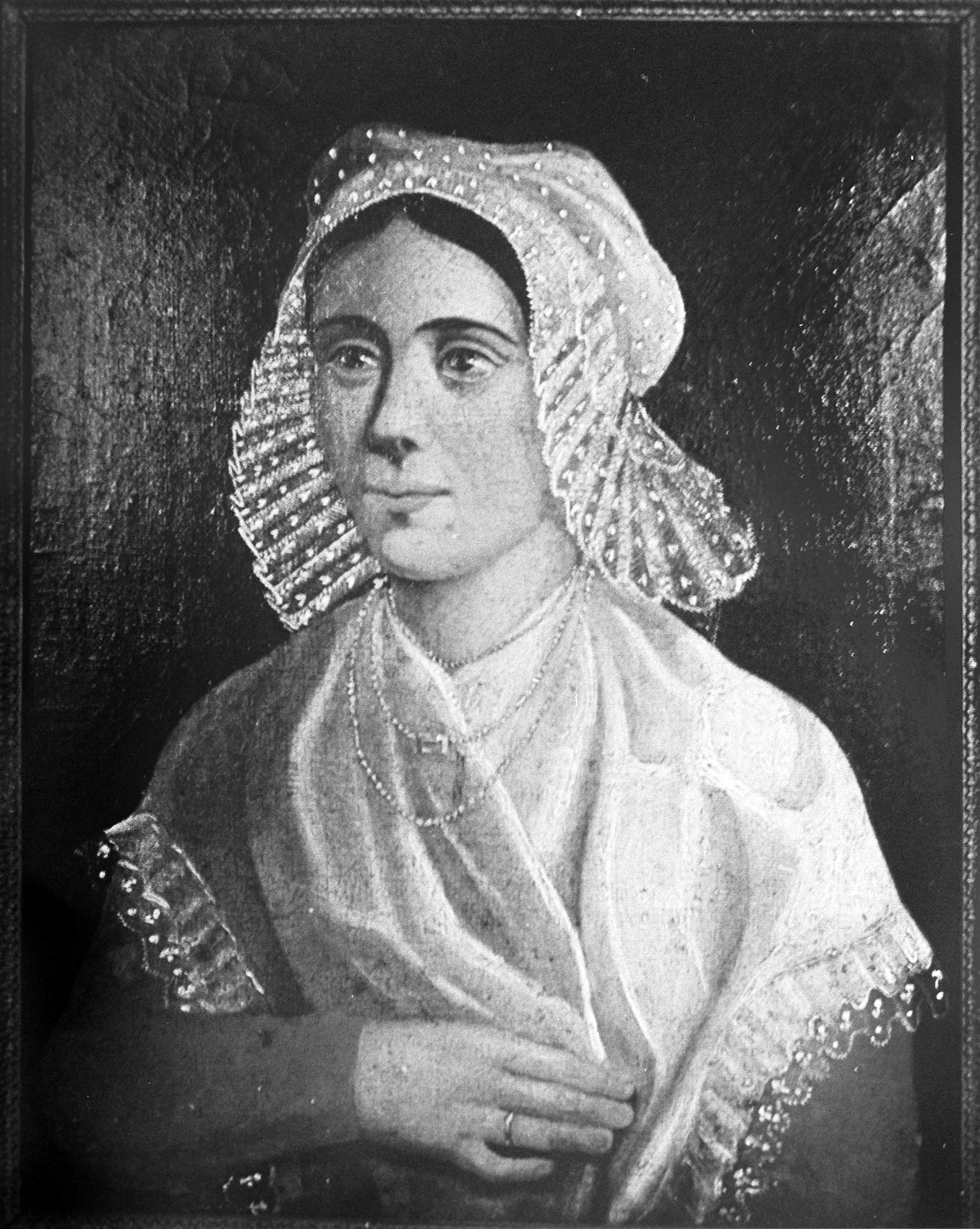
Portrait de la bouchère de Mauperthuis, peint par Théophile Gautier durant son enfance

Sa mère, Adélaïde Antoinette Coquard (1781-1848), est l'une des filles de l'intendant du château de Mauperthuis appartenant à la famille Montesquiou.
Bien que Théophile Gautier soit connu et apprécié comme écrivain, il a d'abord, et dès son enfance, la vocation de la peinture et du dessin. Parmi ses tableaux de jeunesse, Théophile Gautier fait allusion à des éléments du village de Mauperthuis (Saint Pierre guérissant le paralytique, 1829) et réalise des portraits des habitants.
Le château de Mauperthuis est détruit vers 1803. Ainsi, Théophile Gautier ne peut en voir que les ruines. Néanmoins, la littérature et les guides de voyages en ont fait de nombreuses descriptions tant ce château et son jardin furent remarquables.
Théophile Gautier traduit dans ses romans (Mademoiselle de Maupin, Le Capitaine Fracasse) le souvenir du domaine de Mauperthuis, notamment de ses fabriques (chaumière, pyramide, grotte, etc.), de son pigeonnier, de ses fontaines ou de son abreuvoir. Ces éléments sont parfois repris par d'autres auteurs, à l'instar de Gérard de Nerval.

### DuXXesiècleà aujourd'hui
Le village, qui s'appelait à l'époque Malpertus (« mauvais passage » en latin), portait bien son nom. Il a été occupé durant chacune des guerres.
Le 28 juin 1918, six escadrilles Américaines de l’United States Air Service (USAS) arrivent en Seine-et-Marne. Elles sont placées à quelques kilomètres seulement les unes des autres. Ce ne sont pas n’importe quelles escadrilles Américaines, mais les premières et uniques escadrilles des forces aériennes des États-Unis au front, après l’Escadrille Lafayette.
Les six escadrilles sont scindées en deux groupes. Le 1er groupe d’observation s’installe à Saints, à seulement un kilomètre au sud de Mauperthuis et inclut les 1re et 12e escadrilles équipées de Salmson 2A2, avion de fabrication française considéré comme le meilleur avion d’observation des alliés. Ces escadrilles rejoignent la SAL.280, une escadrille française avec qui va elles vont coopérer temporairement.
Les 8 et 9 juillet, le 1er Groupe de Chasse quitte Touquin pour s’installer dans les villages de Saints et de Mauperthuis et occuper également la ferme des Aulnois, site du terrain d’aviation du même village. Il n’y restera que jusqu’au 1er septembre 1918. Pendant ce temps, le 1er groupe de chasse va cruellement souffrir en perdant 36 tués, blessés ou prisonniers soit exactement la moitié de l’effectif de combat. Pour les américains, c’est le vrai baptême du feu contre un ennemi qui possède des as pour pilotes et des appareils très performants comme le Fokker D.VII.

Le vendredi 20 septembre 2019, après 18 mois de travaux, les nouveaux vitraux de l'Église Saint-Pierre de Mauperthuis ont été inaugurés par le maire Dominique Carlier.

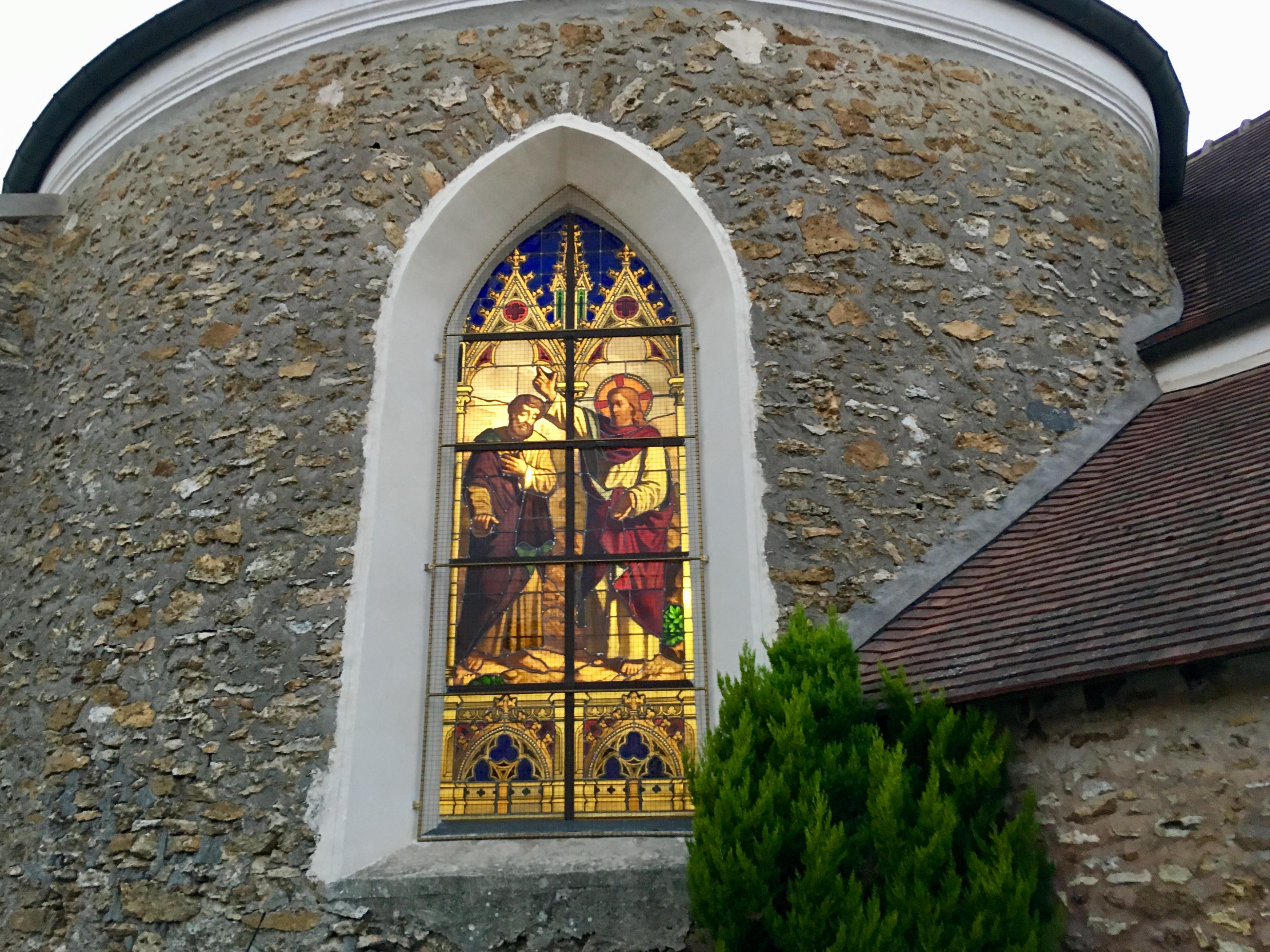
Nouveaux vitraux de l'église Saint-Pierre.

## Politique et administration

### Liste des maires
| Période                                  | Période   | Identité           | Étiquette | Qualité                    |
| ---------------------------------------- | --------- | ------------------ | --------- | -------------------------- |
| Les données manquantes sont à compléter. |           |                    |           |                            |
| 1977                                     | 2008      | Daniel Chipaux     |           | Agriculteur                |
| mars 2008                                | juin 2009 | Marie-Agnès Munier |           |                            |
| juin 2009                                | 2014      | Sophie Péronnet    |           | Fonctionnaire territoriale |
| 2014                                     | En cours  | Dominique Carlier  |           | Retraité                   |

### Jumelages
Aucune commune n'est jumelée avec Mauperthuis actuellement.

## Population et société

### Démographie

#### Évolution démographique
L'évolution du nombre d'habitants est connue à travers les recensements de la population effectués dans la commune depuis 1793. Pour les communes de moins de 10 000 habitants, une enquête de recensement portant sur toute la population est réalisée tous les cinq ans, les populations de référence des années intermédiaires étant quant à elles estimées par interpolation ou extrapolation. Pour la commune, le premier recensement exhaustif entrant dans le cadre du nouveau dispositif a été réalisé en 2007.

En 2022, la commune comptait 487 habitants, en stagnation par rapport à 2016 (Seine-et-Marne : +3,92 %, France hors Mayotte : +2,11 %).
| 1793 | 1800 | 1806 | 1821 | 1831 | 1836 | 1841 | 1846 | 1851 |
| ---- | ---- | ---- | ---- | ---- | ---- | ---- | ---- | ---- |
| 395  | 441  | 408  | 358  | 408  | 398  | 397  | 378  | 356  |

| 1856 | 1861 | 1866 | 1872 | 1876 | 1881 | 1886 | 1891 | 1896 |
| ---- | ---- | ---- | ---- | ---- | ---- | ---- | ---- | ---- |
| 368  | 351  | 362  | 302  | 281  | 288  | 281  | 278  | 256  |

| 1901 | 1906 | 1911 | 1921 | 1926 | 1931 | 1936 | 1946 | 1954 |
| ---- | ---- | ---- | ---- | ---- | ---- | ---- | ---- | ---- |
| 254  | 259  | 252  | 216  | 229  | 202  | 207  | 198  | 254  |

| 1962 | 1968 | 1975 | 1982 | 1990 | 1999 | 2006 | 2007 | 2012 |
| ---- | ---- | ---- | ---- | ---- | ---- | ---- | ---- | ---- |
| 222  | 220  | 230  | 322  | 406  | 429  | 468  | 474  | 499  |

| 2017 | 2022 | - | - | - | - | - | - | - |
| ---- | ---- | - | - | - | - | - | - | - |
| 483  | 487  | - | - | - | - | - | - | - |

### Médias
Les Brèves de Mauperthuis, titre trimestriel qui renseigne la population sur les informations municipales de la commune.

### Enseignement
Mauperthuis est située dans l'académie de Créteil. La ville administre une école élémentaire communale mais aucune école maternelle. Les classes vont du CM1 au CM2.

### Police - Gendarmerie
Mauperthuis dépend du commissariat de police nationale de Coulommiers.

### Sapeurs-Pompiers
Mauperthuis dépend du centre d'intervention et de secours de Faremoutiers.

## Économie
L'économie de Mauperthuis est basée sur le secteur primaire avec la production en particulier de fromage.

### Revenus et fiscalité
La population malperthuisienne est plus aisée que la moyenne de Seine-et-Marne. Le revenu net imposable moyen par foyer fiscal en 2015 est légèrement supérieur à celui de son département puisqu'il est de 31 272 euros contre 25 194 pour la Seine-et-Marne.

### Emploi
En 2015, le nombre de personnes actives représentent 244 personnes soit 90,7 % de la population totale. Le nombre de chômeur est de 25 soit 9,3 %. Les inactifs représentent 13,3 %, il y a dans ce pourcentage les élèves, étudiants et stagiaires non rémunérés qui représentent 28,0 %, les retraités ou préretraités qui représentent 7,3 % et autres inactifs 7,7 %.

### Entreprises
Mauperthuis est une commune qui possède bon nombre d'entreprises. Elle en conterait une cinquantaine dont 12 lacs events, une société de créations et d'organisations d'événements, de challenges multi-activités, d'organisation d'espaces, de team-building, de séminaires, d'activités incentives, et ponctuellement, vente au détail de vêtements et goodies. Son capital est de 2 000,00 €. 4M, une société d'opérations portant sur des immeubles ou fonds de commerce faites directement, indirectement ou en qualité d'intermédiaire, mandataire ou commissionnaire. Son capital est de 5 000,00 €. EARL l'Oursine, société de culture de céréales (à l'exception du riz), de légumineuses et de graines oléagineuses). Son capital est estimé à 320 000,00 €.

### Commerces et artisans
La commune de Mauperthuis possède dix commerces fixes dont :
- Un bar : le bar de l'Aubetin ;
- Une agence immobilière : Mireille Maillard Immobilier ;
- Un salon de toilettage : Cro'Mignon ;
- Un salon de tatouage : Oj Tattoo Shop ;
- Un traiteur bio : Le traiteur imaginaire ;
- Une salle de réception et traiteur événementiel : Le Moulin de Mistou.

## Culture locale et patrimoine

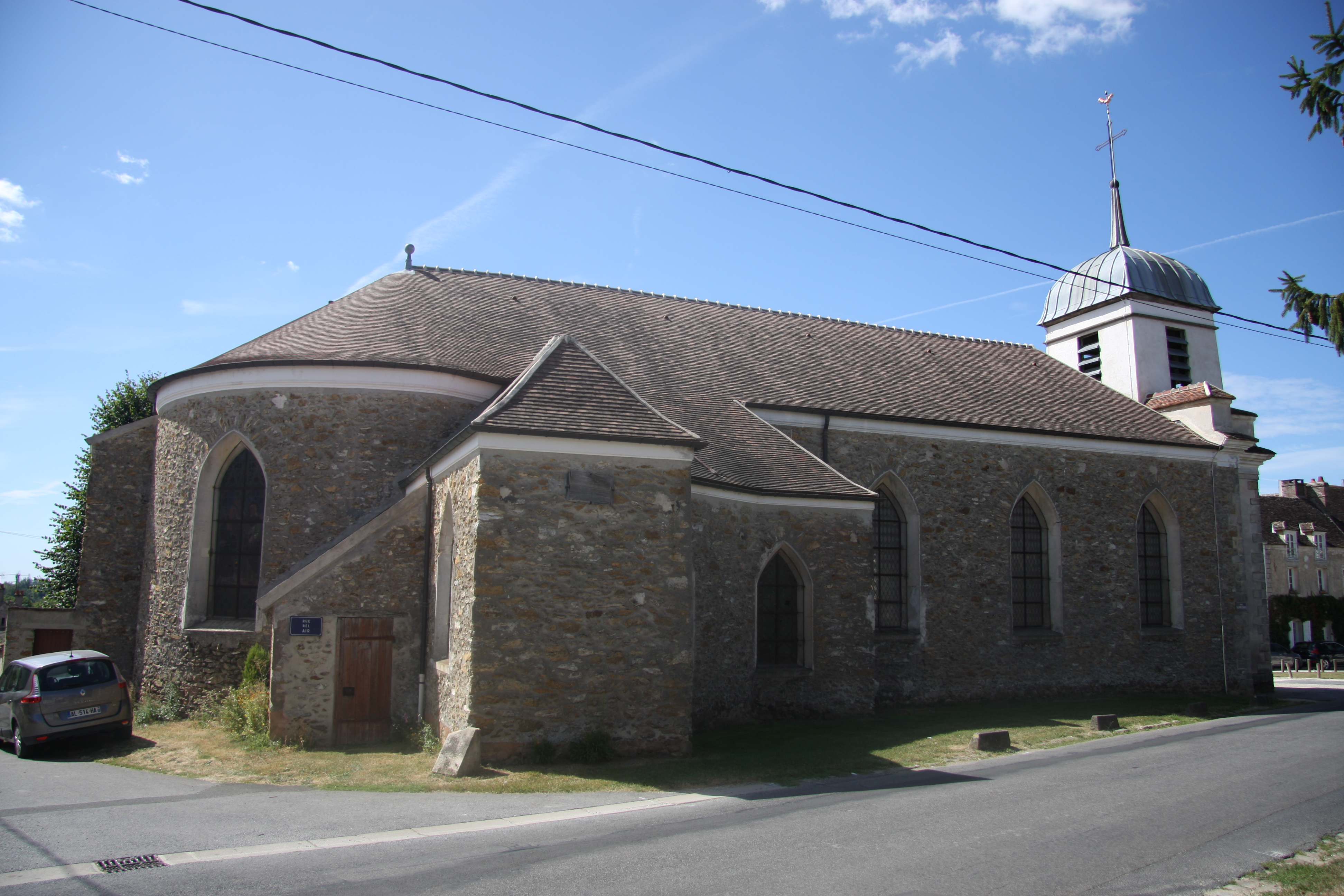
L'église Saint-Pierre.

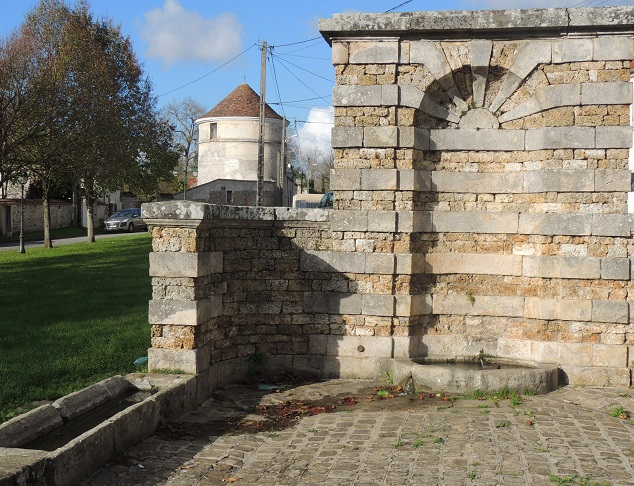
La fontaine et le colombier de Mauperthuis.

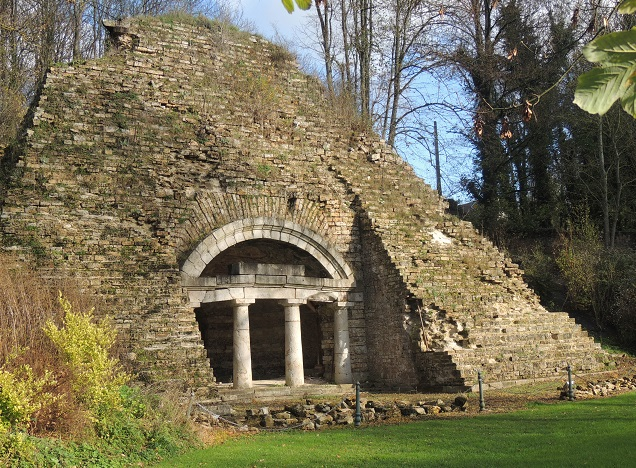
La pyramide sous laquelle se trouve un passage.

### Lieux et monuments
- L'église Saint-Pierre de Mauperthuis,  Inscrite MH (1983, 1996, Façade occidentale avec le clocher en 1983, l'église en totalité en 1996)[60].
- La fontaine de Mauperthuis,  Inscrite MH (1969, Fontaine et abreuvoir)[61].
- Le domaine du Moulin de Mistou comportant deux monuments historiques
- La Pyramide de Mauperthuis,  Inscrit MH (1988)
- La Tour des Gardes,  Inscrit MH (1989)
- Le Colombier de Mauperthuis,  Inscrit MH (1983, Façades et toiture)[62].
- Monument disparu : le Château de Mauperthuis, que Anne-Pierre de Montesquiou-Fézensac (1739-1798) fait construire à partir de 1764 dans le style néo-classique, par l'architecte Claude Nicolas Ledoux[63]. 
  - Le parc en est aménagé à l'anglaise par Hubert Robert et Alexandre-Théodore Brongniart, parsemé de nombreuses fabriques.
  - La fontaine de l'ancienne cour des communs et la grotte de rocaille sont classées Monument Historique, depuis un arrêté du 30 décembre 1991[64].

### Personnalités liées à la commune
- Joseph de Montesquiou d'Artagnan (1651-1729), officier français et gouverneur de Nîmes, fut propriétaire du château de Mauperthuis, que son neveu Anne-Pierre de Montesquiou-Fézensac fera rebâtir par Brongniart.
- Anne-Pierre de Montesquiou-Fézensac (1739-1798), homme politique français.
- Claude-Nicolas Ledoux (1736-1806), architecte, urbaniste et utopiste français.
- Émile Rogat (1799-1852), sculpteur et médailleur français est né à Mauperthuis.
- Théophile Gautier (1811-1872), écrivain, poète, peintre et critique d'art français séjourna plusieurs fois à Mauperthuis. Le village influença certains de ses écrits comme Mademoiselle de Maupin (roman) ou encore Le Capitaine Fracasse.
- Quentin Roosevelt (1897-1918), officier et pilote de chasse américain, logea à Mauperthuis le 11 juillet 1918, trois jours avant sa mort[65].
- Gus Bofa (1883-1968), illustrateur et dessinateur français, dû se replier et loger à Mauperthuis en 1940 à cause de la progression de l'armée allemande vers Paris. « à l’abri des radios, des journaux, des insupportables discussions entre sourds et aveugles, sur la guerre inconnaissable ». Il quitta ensuite la commune à cause des villageois, trop irrespectueux selon lui[66].

### Héraldique
| Blason de Mauperthuis | Blason  | Taillé d'azur à trois fleurs de lys d'or posées en orle, et de gueules à trois gerbes de blé d'or, aussi posées en orle et liées du champ, une rapière d'argent posée en barre brochant sur la partition. |
| Blason de Mauperthuis | Détails | |